# Hesperis borbasii
Hesperis borbasii är en korsblommig växtart som beskrevs av F. Dvorák. Hesperis borbasii ingår i släktet hesperisar, och familjen korsblommiga växter. Inga underarter finns listade i Catalogue of Life.